# Conus cargilei
Espèce
Conus cargilei est une espèce de mollusques gastéropodes marins de la famille des Conidae.
Comme toutes les espèces du genre Conus, ces escargots sont prédateurs et venimeux. Ils sont capables de « piquer » les humains et doivent donc être manipulés avec précaution, voire pas du tout.

## Description
La taille de la coquille varie entre 11 mm et 30 mm.

## Distribution
Cette espèce marine est présente dans l'archipel des Abrolhos, dans l'océan Atlantique, au large de la côte sud de Bahia, au Brésil.

## Taxonomie

### Publication originale
L'espèce Conus cargilei a été décrite pour la première fois en 2004 par le malacologiste brésilien José Coltro (1960-) dans la publication intitulée « Strombus »,.

### Synonymes
- Conus (Dauciconus) cargilei Coltro, 2004 · appellation alternative
- Poremskiconus cargilei (Coltro, 2004) · non accepté

### Identifiants taxinomiques
Chaque taxon catalogué par les bases de données biologiques et taxonomiques possède un identifiant qui permet d'établir un point de référence. Les identifiants de Conus cargilei dans les principales bases sont les suivants :
CoL : XX4H - GBIF : 5728289 - IRMNG : 11696913 - TAXREF : 149583 - WoRMS : 388659